# Omikron Ursae Majoris
ο Ursae Majoris (Omikron Ursae Majoris) ist ein Stern im Sternbild Großer Bär. Er gehört der Spektralklasse G4 an, besitzt eine scheinbare Helligkeit von 3,4 mag und ist ca. 180 Lichtjahre entfernt.
Er wird auch als Muscida (auch Muskida, „die Hundeschnauze“) bezeichnet, ein Name, der manchmal auch den nahegelegenen Sternen 3 Ursae Majoris und 4 Ursae Majoris zugeordnet wird.